# 何基
何基（1188年—1268年），字子恭，號北山，婺州金華（今屬浙江）人。
其祖何松，其父何伯慧，曾官臨川縣丞。何基小時從陳震学举子业，陈先生一见奇之，有以达尊廉洁称赞者，先生曰：廉洁乃士大夫分内事，何足爲高。陈先生益奇之。後來是朱熹女婿黄干的學生“弱冠，崇道公宦游临川，而勉斋黄先生适爲令，二公言论风旨制行立事犂然各有当于心，不啻如同门，素友崇道公见二子而师事焉，”。“凡所讀書無不加標點，義顯自明，有不待論說而自見者”。淳祐四年（1244年），郡守趙汝騰、蔡杭，楊棟相繼聘其主持麗澤書院，皆辭不就。景定四年（1263年），任麗澤書院山長。“婺州布衣何基，建宁府布衣徐几，皆得理学之传。诏各补迪功郎，何基婺州教授兼丽泽书院山长，徐几建宁府教授兼建安书院山长。”咸淳四年（1268年）卒。国子祭酒杨文仲请于朝，谥号文定。清雍正二年（1724年）從祀孔廟。著有《大學發揮》、《中庸發揮》、《易啟蒙發揮》、《近思錄揮發》等，大多散佚。今有《何北山遺集》四卷。

## 延伸阅读
[在维基数据编辑]
 《宋史·卷438》，出自脱脱《宋史》